# Аскуэс, Карлос
Карлос Антонио Аскуэс Авила (исп. Carlos Antonio Ascues Ávila; род. 6 мая 1992, Каракас, Венесуэла) — перуанский футболист, защитник клуба «Универсидад Сесар Вальехо» и сборной Перу.

## Клубная карьера
Аскуэс родился в Каракасе в семье перуанцев и жил в Венесуэле до 10 лет, пока семье не вернулась в Перу. Карлос начал заниматься футболом в академии клуба «Альянса Лима». 15 мая 2011 года в матче против «Спорт Уанкайо» он дебютировал в чемпионате Перу. 19 мая 2012 года в поединке против «Спорт Бойз» Аскуэс забил свой первый гол за «Альянсу».
В 2012 году лиссабонская «Бенфика» выкупила 80 % прав на Аскуэса и отправила его в резервную команду. По окончании сезона Карлос покинул команду и подписал соглашение с греческим клубом «Панетоликос». 26 сентября 2013 года в матче Кубка Греции против «Керкиры» он дебютировал за новую команду. Из-за высокой конкуренции Аскуэс летом 2014 для получения игровой практики на правах аренды перешёл в «Универсидад Сан-Мартин». 7 июля в поединке против «Универсидад Сесар Вальехо» Карлос дебютировал за новый клуб. В этом же матче он забил свой первый гол за команду.
В 2015 году Аскуэс перешёл в «Мельгар». 6 мая в матче против «Леон де Уануко» он дебютировал за новый клуб. 23 июля 2015 года Карлос перешёл в немецкий «Вольфсбург», подписав контракт на три сезона. В матче против «Байера 04» он дебютировал в Бундеслиге. В начале 2017 года Аскуэс на правах аренды выступал за «Мельгар». Летом того же года Карлос вернулся в «Альянса Лима».
16 августа 2018 года Аскуэс был взят в аренду клубом MLS «Орландо Сити» на оставшуюся часть сезона с опцией продления ещё на 12 месяцев. В главной лиге США он дебютировал 24 августа в матче против «Атланты Юнайтед». 3 августа 2019 года в матче против «Далласа» он забил свой первый гол в MLS. По окончании сезона 2019 «Орландо Сити» завершил аренду Аскуэса.

## Международная карьера
В 2011 году в составе молодёжной сборной Перу Аскуэс принял участие в домашнем молодёжном чемпионате Южной Америки. На турнире он сыграл в матчах против команд Чили, Венесуэлы и Уругвая.
7 августа 2014 года в товарищеском матче против сборной Панамы Карлос дебютировал за сборную Перу. В этом же поединке он сделал дубль забив первые голы за национальную команду.
В 2015 году Йосимар в составе сборной во второй раз стал бронзовым призёром в Кубка Америки в Чили. На турнире он сыграл в матчах против сборных Парагвая, Венесуэлы, Колумбии, Чили, Боливии и Бразилии.

### Голы за сборную Перу
| #   | Дата            | Место                            | Противник | Счёт | Результат | Соревнование      |
| --- | --------------- | -------------------------------- | --------- | ---- | --------- | ----------------- |
| 01. | 6 августа 2014  | Национальный стадион, Лима, Перу | Панама    | 1:0  | 3:0       | Товарищеский матч |
| 02. | 6 августа 2014  | Национальный стадион, Лима, Перу | Панама    | 3:0  | 3:0       | Товарищеский матч |
| 03. | 14 октября 2014 | Национальный стадион, Лима, Перу | Гватемала | 1:0  | 1:0       | Товарищеский матч |
| 04. | 18 ноября 2014  | Национальный стадион, Лима, Перу | Парагвай  | 1:1  | 2:1       | Товарищеский матч |
| 05. | 18 ноября 2014  | Национальный стадион, Лима, Перу | Парагвай  | 2:1  | 2:1       | Товарищеский матч |

## Достижения
Международные
 Перу
- Кубок Америки — 2015